# Bernard von Brentano
Pour les articles homonymes, voir Brentano.
Bernard von Brentano (15 octobre 1901 Offenbach, Grand-duché de Hesse - 29 décembre 1964, Wiesbaden) est un écrivain allemand.

## Biographie
Bernard von Brentano est le fils d’Otto von Brentano di Tremezzo, un homme politique hessois.
En 1933, après la prise du pouvoir par Hitler, il émigre en Suisse où il réside jusqu'en 1949. Ses ouvrages sont publiés chez les éditeurs spécialisés dans la littérature allemande de l'Exil, tels que Querido Verlag et Oprecht.

## Ouvrages
- 1936, Theodor Chindler. Roman einer deutschen Familie, Zurich, Oprecht. Traduction française, Une famille allemande, Grasset, 1939[2]
- 1937, Prozeß ohne Richter, Amsterdam, Querido Verlag
- 1945, Franziska Scheler. Roman einer deutschen Familie, zweiter Roman, Zurich, Atlantis

## Sources
- (de) Wilhelm Sternfeld, Eva Tiedemann, Deutsche Exil-Litteratur 1933-1945. Eine Bio-Bibliographie, Heidelberg, Verlag Lambert Schneider, 1970.